# الا ایر
الا ماری مک‌من (به انگلیسی: Ella Mary McMahon) معروف به الا ایر (به انگلیسی: Ella Eyre) یک موسیقی‌دان اهل بریتانیا است. وی از سال ۲۰۱۲ میلادی تاکنون مشغول فعالیت بوده‌است.

## اوایل زندگی
ایر در محله ایلینگ در غرب لندن بزرگ شد.او در ابتدا یک شناگر حرفه‌ای بود ولی در ۱۳ سالگی به دلیل عفونت‌های ناشی از شنا کردن،آن را رها کرد. او تحصیلات خود را در مدرسه بریت و در رشته تئاتر موزیکال ادامه داد. ایر در سال ۲۰۱۱ توسط مربی آواز خود کشف شد و مدرسه را با ترانه‌نویسی پیگیری کرد. پس از مدتی در سال ۲۰۱۲، برای ضبط آلبوم‌هایش با ویرجین رکوردز قراردادی را امضا نمود.